# Fantastic Four
 For alternative betydninger, se Fantastic Four (flertydig). (Se også artikler, som begynder med Fantastic Four)
De Fantastiske 4, er en amerikansk superheltegruppe, som var starten på det moderne univers i Marvel Comics. Medlemmer af gruppen inkluderer Mister Fantastic, Invisible Woman, Human Torch, og The Thing, mens She-Hulk og Silver Surfer, også har været medlemmer. Skurke inkluderer Doctor Doom, og Galactus. Flere af gruppens medlemmer har også været med i Avengers.
Serien blev skabt i 1961, af Stan Lee og Jack Kirby, og har dannet grundlag for tre filmatiseringer, og en række tegnefilm. 
I Danmark blev heltene til De Fantastiske 4, men som alt andet Marvel blev det i 1999 til det engelske navn, Fantastic Four. Desuden har der også været bragt historier med gruppen i hæfter som Edderkoppen, Dæmonen, Hævnerne og Mega-Marvel.